# Breplogen
Der Breplogen (norwegisch für Gletscherpflug) ist ein 2725 m hoher Berg im ostantarktischen Königin-Maud-Land. Er ragt im Mühlig-Hofmann-Gebirge an der Westflanke des Austre Skorvebreen auf. Bis auf Felsvorsprünge an seiner Nord- und Ost-Seite ist der Berg komplett mit Eis bedeckt.
Norwegische Kartografen, die ihn auch benannten, nahmen anhand von Luftaufnahmen und Vermessungen der Dritten Norwegischen Antarktisexpedition (1956–1960) eine Kartierung vor.